# 二如亭群芳譜
《二如亭群芳譜》，簡稱《群芳譜》，明代王象晉所輯，全書共全書30卷，40餘萬字。明代介紹栽培植物的著作。
王象晉為萬曆三十二年（1604年）進士，官至浙江右布政使。1607年至1627年間，王象晉在家督率傭僕經營園圃，種植各種疏果，廣泛收集古籍，並以《全芳备祖》為藍本，費十餘年時間編成此書，全書30卷。此書初刻於明天啟元年（1621年），記載植物達400餘種，牡丹的記載品種達185個。
清康熙四十七年（1708年）汪灝、張逸少等人奉敕在《群芳譜》基礎上，進行擴充，而成《廣群芳譜》一百卷。